# ای‌ک-۶۳۰
ای‌کا-۶۳۰ (به انگلیسی: AK-630) یک سامانه دفاع نزدیک دریایی توپ گاتلینگ است. ای‌کا-۶۳۰ سلاحی فول اتوماتیک روسی بر مبنای توپ شش گلوله ۳۰ میلیمتری چرخان است. در کد"۶۳۰" عدد "۶" به مفهوم سایز لوله تفنگ و عدد "۳۰" به مفهوم "۳۰" میلیمتر است.
این سیستم بر روی محفظه برجک های که توسط رادار و تلویزیون تشخیص و  کنترل می‌شود، مستقر می‌گردد.
کاربرد اصلی این سیستم دفاع در برابر موشک‌های ضد کشتی و دیگر سلاح‌های هدایت شونده است. به هر صورت سیستم فوق می‌تواند علیه هواپیما، هلیکوپتر، اشیا پرنده کوچک، اهداف ساحلی، مینهای شناور نیز به کار رود.
این سیستم به سرعت تطبیق‌پذیر بوده و روی هر کشتی جنگی روسی تا هشت عدد از آنها را می‌توان نصب کرد. از این سامانه تا کنون صدها نمونه ساخته شده‌است.
نمونه‌ای از آن روی ناو هواپیمابر آدمیرال کوزنتسوف در حال کار است.

## نگارخانه

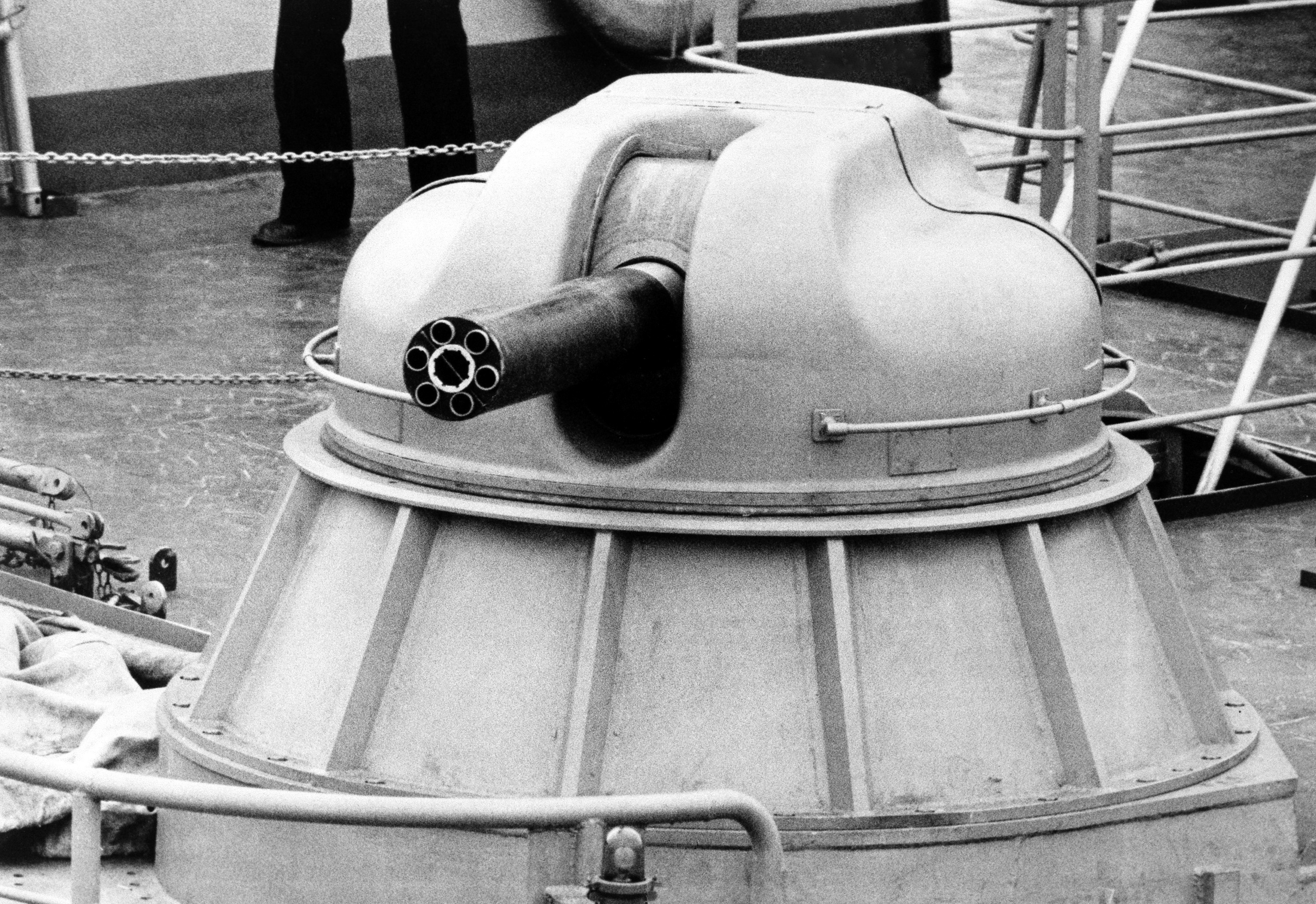
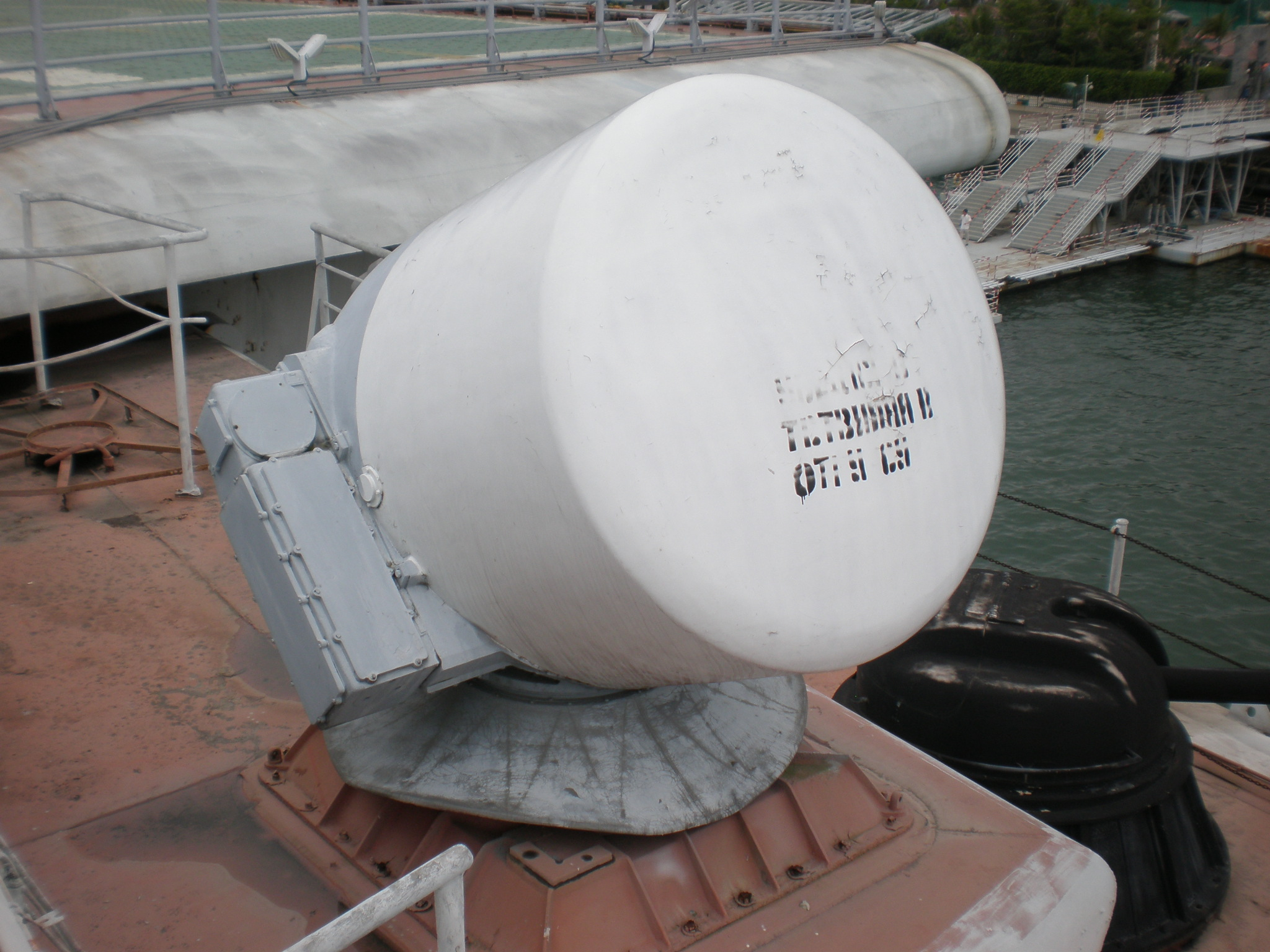
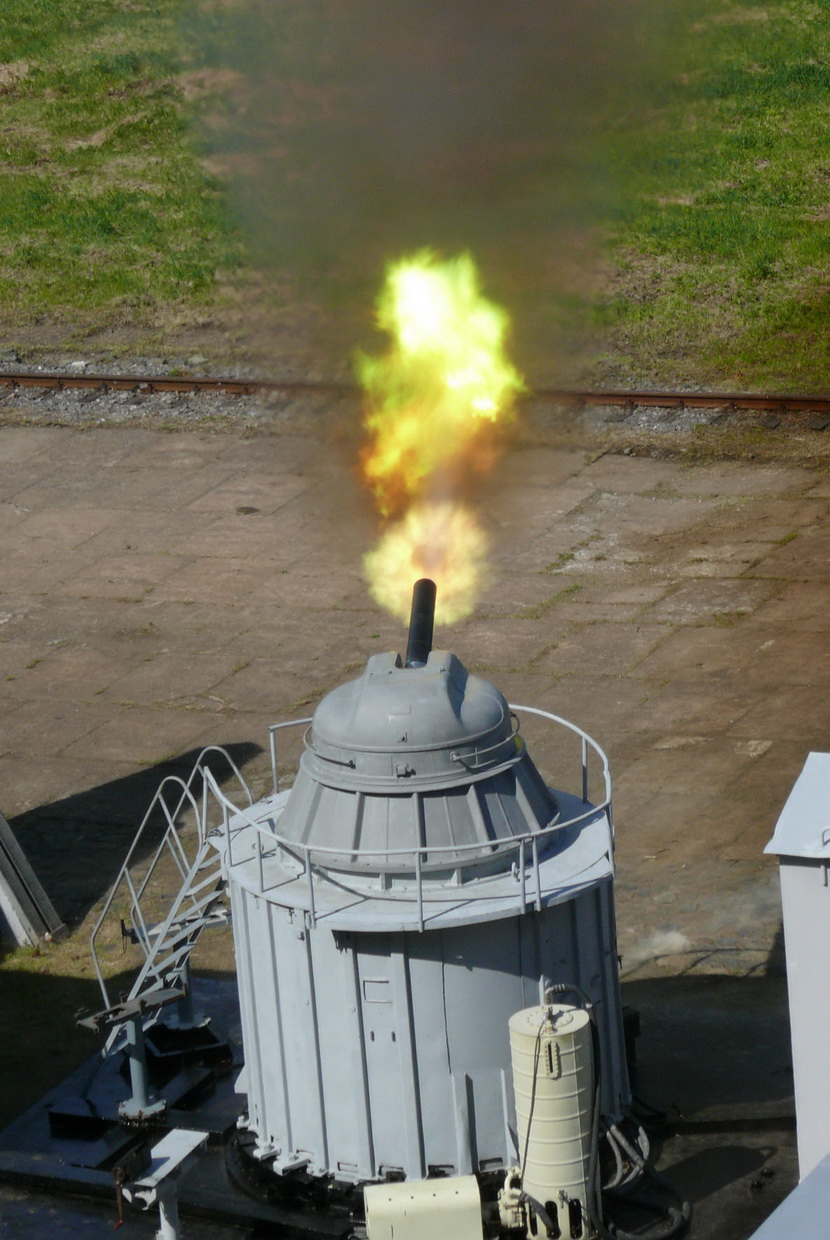
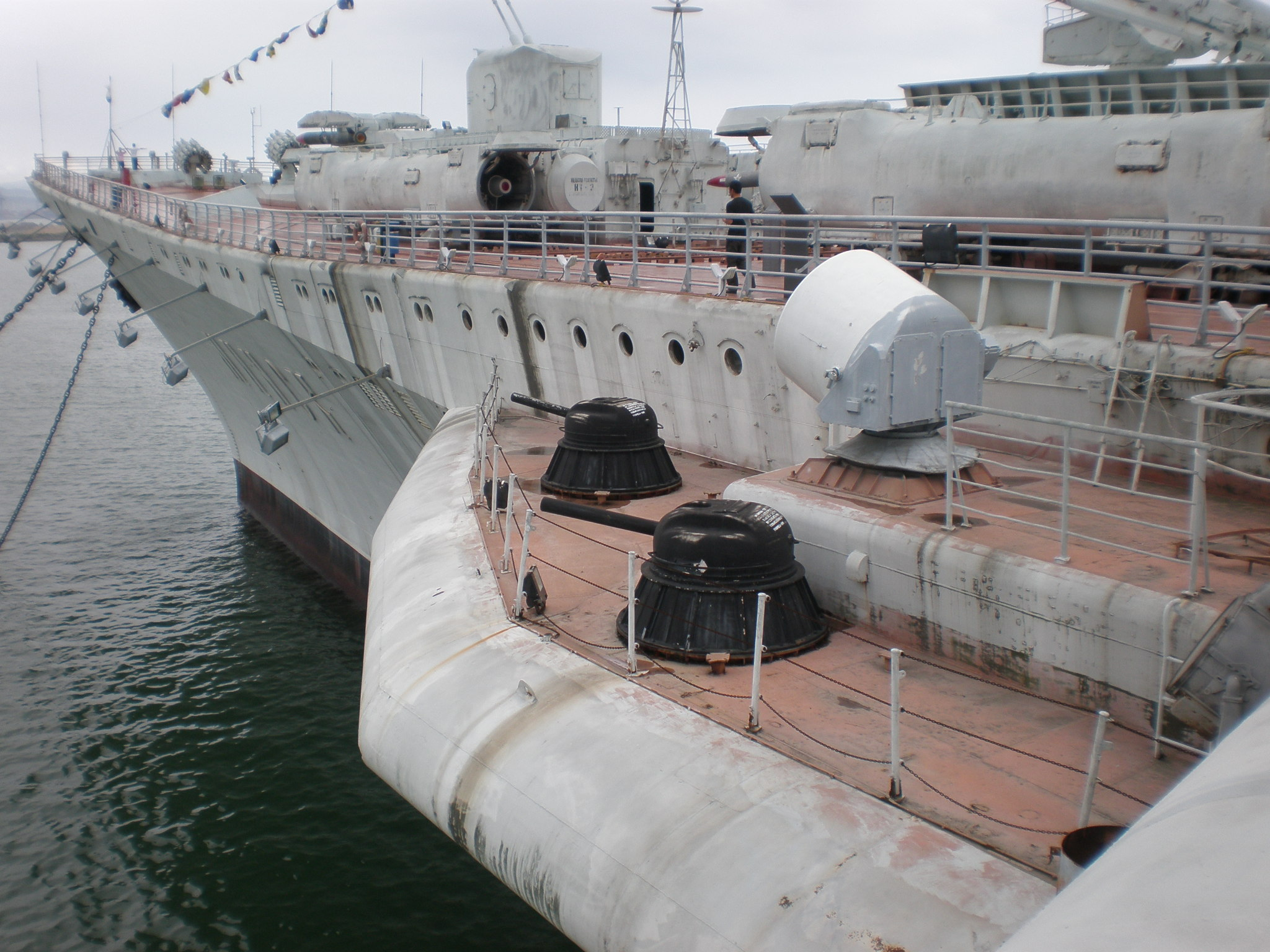
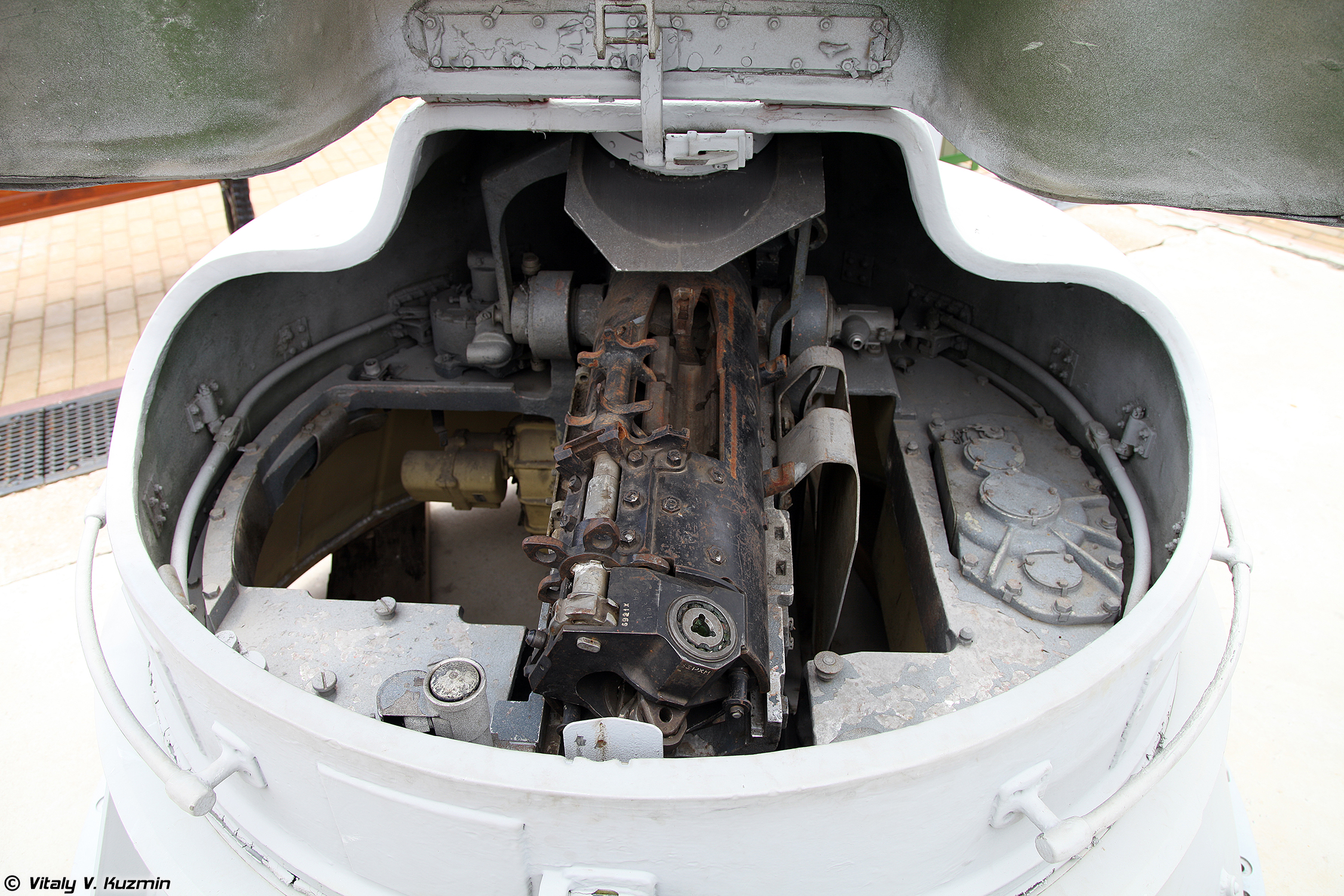
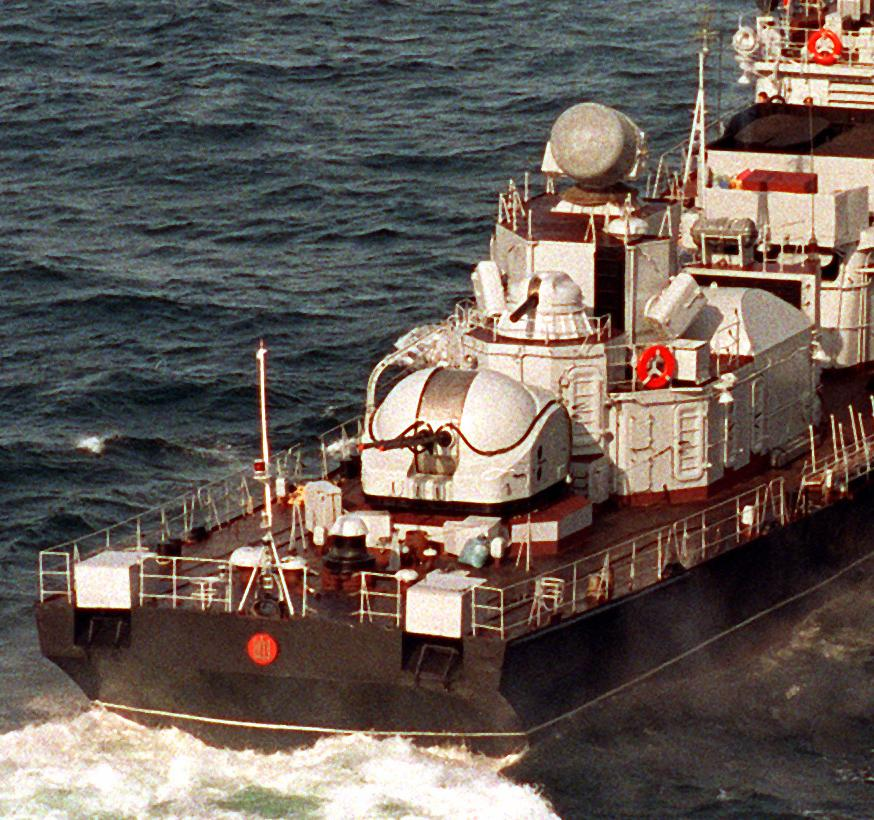
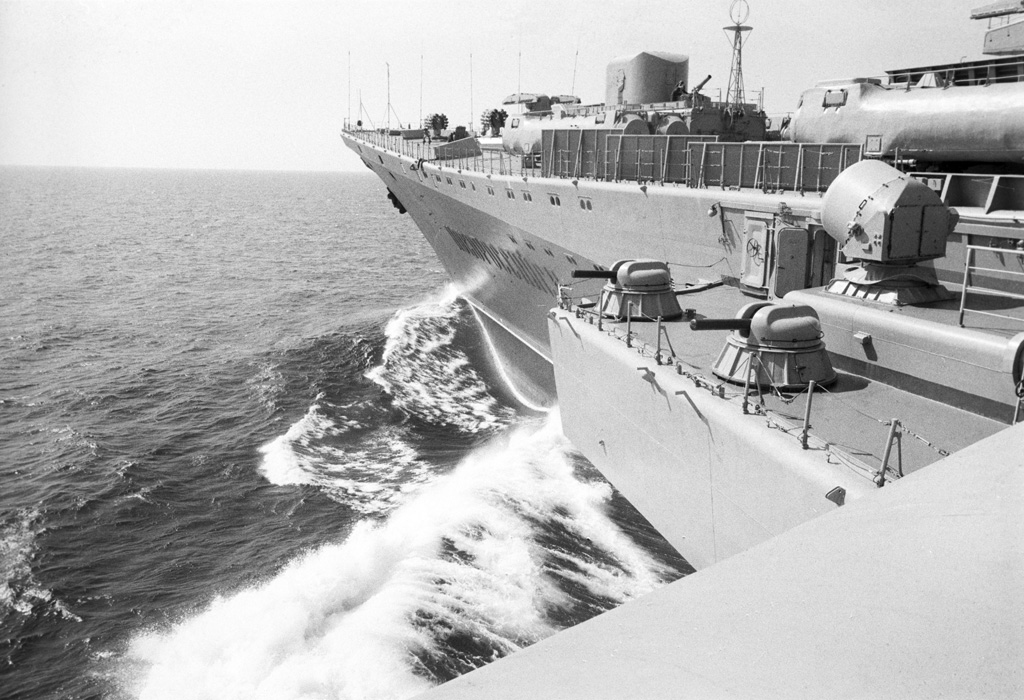

## یادداشت ها
1. ↑  Not compatible with the army 30×165mm ammunition – different primers, powder sorts and loads, and fuzes are used.